# Antonella in concerto
Antonella in concerto è la quarta tournée teatrale, la terza inerente a Il mondo di Patty e la prima da solista per Brenda Asnicar.
In questo tour per l'Italia, Antonella Lamas Bernardi interpretata da Brenda Asnicar, con vere e proprie coreografie e canzoni dai due album de Il mondo di Patty e 4 inediti, insegnerà agli spettatori il metodo per diventare divine con 10 regole. I ballerini sono Eleonora Varotti, Stefano Medici, Davide Talarico, Desire Balena.

## Scaletta del tour
1. Las Divinas (intro)
2. Quiero quiero
3. Nene bailemos
4. Amigos del corazón
5. Un Angolo Di Cuore
6. Ser divina es algo especial
7. Una vez me enamore
8. Nunca hay que dejar de soñar
9. Diosa única
10. Un poco mas
11. Respeto
12. Nadie mas
13. Somos las divinas
14. ¿Por qué a mí?
15. Donde me lleve el corazón
16. Tango llorón
17. Las Divinas

## Date del tour
| Data           | Città     | Luogo di esibizione |
| -------------- | --------- | ------------------- |
| 2 aprile 2011  | Napoli    | PalaPartenope       |
| 3 aprile 2011  | Napoli    | PalaPartenope       |
| 9 aprile 2011  | Pescara   | Teatro Massimo      |
| 10 aprile 2011 | Pescara   | Teatro Massimo      |
| 13 aprile 2011 | Bari      | Teatro Team         |
| 16 aprile 2011 | Milano    | Teatro Smeraldo     |
| 17 aprile 2011 | Milano    | Teatro Smeraldo     |
| 23 aprile 2011 | Catania   | Teatro Metropolitan |
| 24 aprile 2011 | Catania   | Teatro Metropolitan |
| 25 aprile 2011 | Palermo   | Teatro al Massimo   |
| 26 aprile 2011 | Palermo   | Teatro al Massimo   |
| 28 aprile 2011 | Catanzaro | Teatro Politeama    |
| 4 maggio 2011  | Torino    | Teatro Alfieri      |
| 5 maggio 2011  | Bologna   | Teatro Duse         |
| 6 maggio 2011  | Bologna   | Teatro Duse         |
| 7 maggio 2011  | Padova    | Gran Teatro Geox    |
| 8 maggio 2011  | Padova    | Gran Teatro Geox    |
| 13 maggio 2011 | Firenze   | Teatro Obihall      |
| 14 maggio 2011 | Roma      | GranTeatro          |
| 15 maggio 2011 | Roma      | GranTeatro          |